# ثنائي هيدروأرغوكريبتين
ثُنائي هيدروأرغوكريبتين (بالإنجليزية: Dihydroergocryptine)‏ هو دواءٌ ناهضٌ للدوبامين من مجموعة الإرغولين، والتي تُستخدَم لعلاج مرض باركنسون.